# Marcantonio Mambelli
Marcantonio Mambelli SJ, bekannt als Cinonio (* 1582 in Forli; † 24. Oktober 1644 in Ferrara), war ein italienischer Gelehrter und Mitglied des Jesuitenordens. Er soll Autor der ersten Grammatik der italienischen Sprache gewesen sein.

## Leben
Mambelli wurde in Forlì als Sohn von Eltern aus dem nahegelegenen Meldola geboren und trat im Alter von 24 Jahren der Gesellschaft Jesu bei. Als Mitglied der renommierten Accademia dei Filergiti in Forlì  nahm er den Spitznamen Cinonio („nützlich für alle“) an.
Die Osservazioni sulla lingua italiana (Beobachtungen zur italienischen Sprache) sind das Werk, für das er am besten in Erinnerung geblieben ist. Mambelli begann es in Palermo im örtlichen Jesuitenkloster zu schreiben. Von Anfang an teilte er sein Werk in zwei Bücher auf: Trattato de’ Verbi und Trattato delle Particelle. Als das Werk fertig und fast druckreif war, wurde es von seinen Vorgesetzten zunächst nach Rom und dann nach Deutschland geschickt, wo es etwa zehn Jahre blieb.
Bei seiner Rückkehr druckte er 1644 den zweiten Teil, d. h. den Partikeltraktat, also den Artikel, das Pronomen, das Adverb, die Präposition, die Konjunktion und die Interjektion. Sein schlechter Gesundheitszustand hinderte ihn daran, auch den ersten Teil über die Verben zu veröffentlichen. Er starb am 24. Oktober 1644 in Ferrara. Die Accademia dei  Filergiti beauftragte Alessandro Baldraccani mit der Überwachung der Veröffentlichung des ersten Teils des Werks. Nach Baldraccanis Tod ging die Aufgabe auf Giacomo Giandemaria über, mit dem er 1685 das Licht der Welt erblickte. Giandemaria fügte den Originaltext mit den damals von Baldraccani vorbereiteten Anmerkungen zusammen.
1709 und 1711 erschien in Ferrara das Gesamtwerk in zwei Bänden, herausgegeben von Girolamo Baruffaldi. Der erste Band befasste sich mit Partikeln, der zweite mit Verben. Diese gegenüber dem Original umgekehrte Reihenfolge wurde auch in den folgenden Ausgaben kanonisch.

## Werke
- Marco Antonio Mambelli: Delle osseruazioni della lingua italiana del Cinonio accademico Filergita parte prima. Contenente il trattato de’ verbi con l’aggiunta delle annotazioni del sig. caualier Alessandro Baldraccani. per Gioseffo Selua, Forlì 1685 (italienisch, archive.org).
- Marco Antonio Mambelli: Delle osseruationi della lingua italiana, dal Cinonio academico Filergita, raccolte in gratia d’vn predicator siciliano, parte seconda. per Giuseppe Gironi stampatore episcop., Ferrara 1644 (italienisch, google.it).